# Jorge Rodríguez Grossi
Jorge Horacio Rodríguez Grossi (Valparaíso, 24 de octubre de 1947) es un economista, académico, investigador y político democratacristiano (DC) chileno. Durante el segundo gobierno de Michelle Bachelet fue ministro de Economía, Fomento y Turismo entre 2017 y 2018.
Anteriormente se desempeñó como ministro de Estado durante el Gobierno del presidente Ricardo Lagos en tres carteras diferentes (2001-2006) y como presidente del Banco del Estado (2015-2017).

## Estudios
Realizó sus estudios escolares en los colegios de los Sagrados Corazones Padres Franceses de Valparaíso y Viña del Mar. Se tituló de ingeniero comercial en la Universidad de Chile, obteniendo luego un Master of Arts in Economics y un Master of Arts in Latin American Development Studies, los dos de la Universidad de Boston, en los Estados Unidos.

## Carrera profesional y política
Ha desempeñado numerosos trabajos relativos a manejos económicos en diversas instituciones internacionales, como el Banco Mundial, el Banco Interamericano de Desarrollo (BID), la Comisión Económica para América Latina y el Caribe (Cepal), la Unicef, el Instituto Latinoamericano de Planificación Económica y Social (Ilpes), el Programa Regional del Empleo para América Latina y el Caribe (Prealc) y otros, entre los años 1980 y 1990. Además, ha ejercido como docente en las universidades Alberto Hurtado, en Chile (de la que llegó a ser decano) y Universidad de Chile, en Chile. También ha hecho clases en el Instituto Torcuato Di Tella de Buenos Aires.
Durante los gobiernos de la Concertación, es decir, desde 1990 a 2010, estuvo en cargos como subsecretario de Hacienda y subsecretario de Desarrollo Regional. El 5 de febrero de 1994 fue designado presidente ejecutivo de la empresa minera estatal Codelco, luego de la renuncia de Alejandro Noemi y antes que asumiera Juan Villarzú, tras el escándalo desatado por las pérdidas de la cuprífera en operaciones de futuros.
También se desempeñó en el sector privado, como gerente general de la generadora Empresa Eléctrica Guacolda. En 2011 asumió como presidente de dicha empresa. En abril de 2014 asumió la presidencia ejecutiva de Alto Maipo SpA, sociedad a cargo del proyecto hidroeléctrico de 531 MW del mismo nombre proyectado para la Región Metropolitana.

### Ministro de Lagos

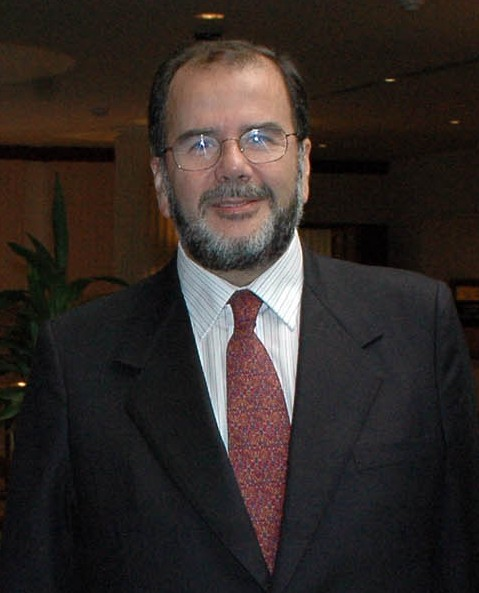
Rodríguez Grossi en 2006, durante una visita a Argentina.

En junio de 2001 fue designado por el presidente Ricardo Lagos como triministro de Economía, Energía y Minería; en esta última ejerció hasta 2002, cuando el Ministerio de Minería fue separado de las dos primeras.
A pesar de lograr mantenerse hasta el 11 de marzo de 2006, fecha del final de la presidencia de Lagos, su cartera no estuvo exenta de dificultades, incluyéndose una acusación constitucional en su contra por el «caso Corfo-Inverlink», la cual no prosperó. Dicho caso fue especialmente complejo, dado que Corfo dependía del ministerio de Economía.
Otra de las dificultades que tuvo su gestión fue la crisis energética generada por la reducción el envío de gas natural desde Argentina, que puso en entredicho la capacidad de Chile de responder a una coyuntura de esta naturaleza y de encontrar otras fuentes de abastecimiento de energía, a lo que se sumó el alto precio del petróleo, obligando al Gobierno a ocupar fondos públicos procedentes de los excedentes del cobre para subsidiar el valor de los combustibles.

### Presidente de EFE y otros cargos
El 11 de octubre de 2007, la presidenta Michelle Bachelet lo nombró presidente del directorio de la Empresa de los Ferrocarriles del Estado, en medio de una profunda crisis de la empresa de transportes, debido a las denuncias de irregularidades en un plan de inversión de 1100 millones de dólares durante el Gobierno de Lagos. Anunció su salida a partir de mayo de 2010, tras la asunción al Gobierno del centroderechista Sebastián Piñera.   En mayo del 2006 fue nombrado Miembro del Directorio del BancoEstado. Los dos gobiernos anteriores, concertacionistas también habían nombrado a un opositor como miembro del Directorio del BancoEstado.
A fines de 2011 fue nombrado por esta administración como uno de los doce integrantes de la Comisión Asesora Presidencial para la Defensa de la Libre Competencia.
En septiembre de 2015 fue designado como presidente de Banco Estado por la segunda administración de Bachelet.

### Ministro de Michelle Bachelet
El 31 de agosto de 2017 asumió como ministro de Economía, durante el gobierno de Bachelet, tras la salida completa de todo el equipo económico.

### Premios y reconocimientos
En 2002, recibió la condecoración al mérito por servicios distinguidos por el gobierno de Perú con el grado de Gran Cruz. Igualmente, en el 2008, recibe el premio como personalidad destacada por parte del Consejo Internacional de Grandes Redes Eléctricas (CIGRE Comité Chileno).  En el 2017, la facultad de economía y negocios de la Universidad de Chile lo incorpora a su Cuadro de Honor como Servidor Público Destacado.

## Nota
1. ↑  Cabe hacer notar que esta salida no impidió que en mayo de 2010 aceptara asumir como miembro del directorio de BancoEstado. Con todo, siguió declarándose un opositor al Piñera, en línea con la postura de su tienda política.